# Jamie-Lee O'Donnell
Jamie-Lee O'Donnell (Derry, Irlanda del Norte; 4 de marzo de 1987) es una actriz norirlandesa, reconocida por su papel de Michelle Mallon, en la serie Derry Girls, emitida entre 2018 y 2022 en Channel 4 y Netflix.

## Primeros años
O'Donnell nació el 4 de marzo de 1987 en el seno de una familia numerosa de Derry (Irlanda del Norte). Estudió en el St Anne's Primary School, el St Cecilia's College y el North West Regional College.
Empezó a actuar muy joven en obras escolares. Al graduarse, decidió dedicarse profesionalmente a ello, a pesar de no poder permitirse estudiar arte dramático. En su lugar, estudió artes escénicas en la Universidad De Montfort de Bedfordshire. Empezó a presentarse a audiciones y a dividir su tiempo entre Inglaterra y su país, participando en producciones teatrales y trabajando como bailarina para promociones y pantomimas.

## Carrera profesional
Entre 2012 y 2015, O'Donnell interpretó su primer papel significativo como Eva Maguire, uno de los personajes principales de la serie de la BBC2 NI 6Degrees, tras cuyo final participó en la película Urban & the Shed Crew, de Candida Brady.
En 2018, protagonizó la producción teatral I Told My Mum I Was Going on an RE Trip, de Julia Samuels, interpretando a una menor de edad que decide someterse a un aborto. Al año siguiente, se unió al reparto de Girls and Dolls, una obra de la creadora de Derry Girls, Lisa McGee, y actuó en The Cripple of Inishmaan, de Martin McDonagh, en el Gaiety Theatre.
Más tarde, O'Donnell consiguió el papel de Michelle Mallon en Derry Girls, una comedia de Channel 4 que alcanzó fama internacional. Sobre su papel de Michelle, dice: "Michelle piensa que quizá es demasiado grande para el lugar en el que nació y está dispuesta a enfrentarse al mundo palabrota a palabrota. Es muy luchadora, muy valiente, no le importa la autoridad, está dispuesta a todo y tiene ganas de reírse".
El 26 de junio de 2020, O'Donnell y sus compañeras de reparto en Derry Girls realizaron un sketch con la actriz estadounidense Saoirse Ronan para el especial de recaudación de fondos de RTÉ RTÉ Does Comic Relief, cuya recaudación se destinó a los afectados por la pandemia del coronavirus.

## Vida privada
O'Donnell vive en Derry con su pareja, el DJ Paul McCay. Es patrona de la compañía de teatro juvenil 20 Stories High, con sede en Liverpool.

## Filmografía

### Cine
| Año  | Título                | Papel     |
| ---- | --------------------- | --------- |
| 2015 | Urban & the Shed Crew | Reportera |
| 2018 | Doing Money           | Fiona     |
| 2020 | The Fruit Fix         | Hope      |
| 2022 | Redeeming Love        | Lucky     |
| 2023 | Unwelcome             | Aisling   |

### Televisión
| Año           | Título      | Papel           | Notas                               |
| ------------- | ----------- | --------------- | ----------------------------------- |
| 2012–2015     | 6Degrees    | Eva Maguire     | 18 episodios                        |
| 2018–2022     | Derry Girls | Michelle Mallon | Papel principal                     |
| 2022–presente | Screw       | Rose Gill       | Drama de Channel 4; papel principal |